# Patrick Adenauer
Max Patrick Adenauer (* 23. Oktober 1960 in Köln) ist ein deutscher Unternehmer.

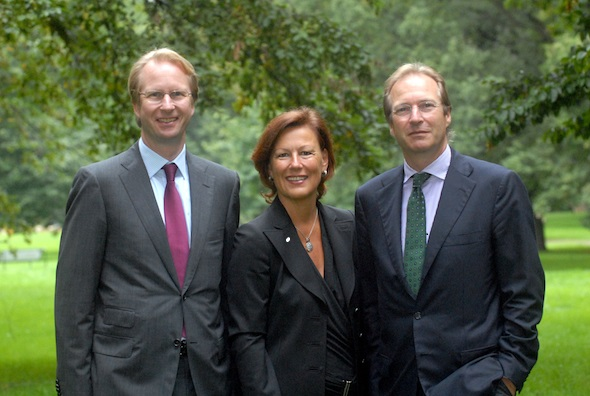
Patrick Adenauer, Beatrice Bülter und Paul Bauwens-Adenauer (2017)

## Werdegang
Adenauer wurde als jüngstes Kind von Konrad Adenauer (1906–1993), dem ältesten Sohn des ersten deutschen Bundeskanzlers Konrad Adenauer, geboren. Gemeinsam mit den fünf Geschwistern wuchs er in Köln auf. Nach dem Abitur studierte er dort Betriebswirtschaftslehre und schloss als Diplom-Kaufmann ab. 1985 folgte die Promotion.
Im Anschluss war er vier Jahre als Unternehmensberater bei Peat, Marwick, Mitchell & Co in New York City und Düsseldorf tätig. Seit 1989 leitet er zusammen mit seinem Bruder Paul Bauwens-Adenauer als Geschäftsführer die im Bau- und Immobiliengeschäft tätige Unternehmensgruppe Bauwens. Seit 1993 ist er auch deren Gesellschafter.
Ende April 2005 wurde er zum Präsidenten der Arbeitsgemeinschaft Selbständiger Unternehmer (ASU) gewählt. Nach Ablauf der Amtszeit hat er das Amt 2011 wieder abgegeben. Seit September 2015 ist er Präsident des Family Business Networks (FBN) Deutschland e. V. 2015 gründete er unter anderem mit seinem Bruder Paul Bauwens-Adenauer ein Unternehmen, das sich auf Investitionen in US-amerikanische Wohnimmobilien spezialisiert hat.

## Mitgliedschaften und Ämter
- Mitglied der Ludwig-Erhard-Stiftung,  Mitgründer und Vorsitzender des Stiftungsrates der Kölner Grün Stiftung.
- Mitglied im Senat der Deutschen Nationalstiftung.
- Präsident des Family Business Network (FBN) Deutschland e. V.
- Mitglied des Kuratoriums der Stiftung Wohnhilfe
- Vorsitzender des Beirats der Talanx Bancassurance GmbH
- Mitglied des International Advisory Council der ESMT Berlin[4]
- Aufsichtsratsmitglied der DuMont Mediengruppe
- Vorsitzender des Verwaltungsrats des TÜV Rheinland Berlin Brandenburg e.V
- Aufsichtsratsmitglied der TÜV Rheinland AG

## Familie
Er ist mit der Tochter von Klaus Ulonska verheiratet. Das Ehepaar hat einen Sohn und eine Tochter.

## Ehrungen
- 2010: Bundesverdienstkreuz am Bande
- 2021: Leadership Award des Urban Land Institute Germany ULI[7]